# Хахва, Тенгиз Сулейманович
Тенгиз Сулейманович Хахва (груз. თენგიზ სულეიმანის ძე ხახვა; род. 3 февраля 1952, Батуми, Аджарская АССР, Грузинская ССР, СССР) — советский, грузинский и российский партийный, государственный и общественный деятель.

## Биография
Родился 3 февраля 1952 в Батуми.
В 1973 году окончил Белорусский политехнический институт по специальности «инженер-электрик». После окончания института работал электромонтёром, затем инженером Батумского нефтеперерабатывающего завода, в дальнейшем был инспектором Батумского городского Комитета народного контроля.
С 1978 года находился на партийной работе. С 1981 по 1986 год занимал должность второго секретаря Батумского городского комитета КП ГССР, с 1986 по 1989 год был секретарём Аджарского областного комитета КП ГССР, с 1989 по 1990 год являлся ответственным организатором ЦК КПСС.
С 8 марта 1990 года по март 1991 года занимал должность первого секретаря Аджарского обкома КП Грузии, одновременно был председателем постоянной комиссии Верховного Совета Аджарской АССР. Также с 1990 года являлся членом парламента Грузии от Хелвачаурского округа.
С 1991 по 1995 год являлся министром спорта и туризма Аджарии, с 1995 по 1997 год был начальником отдела Энергетической таможни.
С 3 июля 1997 года занимал должность заместителя председателя Российского фонда федерального имущества. В феврале 2002 года был избран Председателем Совета директоров ОАО «Западно-Сибирский металлургический комбинат». 6 июня 2007 года был назначен первым заместителем председателя РФФИ. С 8 сентября 2008 года являлся заместителем руководителя Федерального агентства по управлению государственным имуществом.